# Харијет Волтер
Дама Харијет Мери Волтер (24. септембар 1950) је британска телевизијска и филмска глумица.
Волтерова је најпознатија по улози Натали Чендлер у серији Ред и закон: Велика Британија.